# Jerumenha
Jerumenha este un oraș în Piauí (PI), Brazilia.